# Грибок для штопки

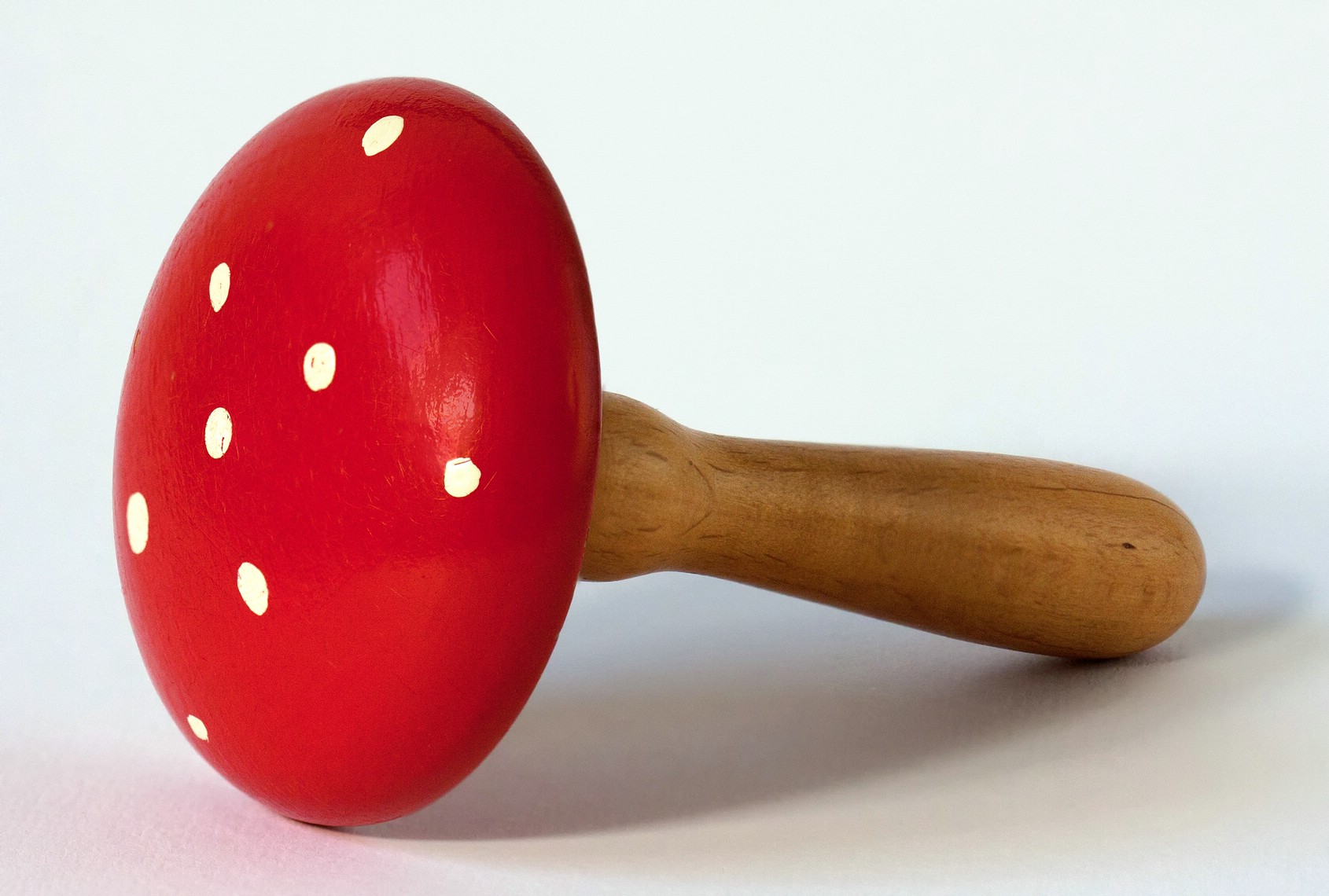
Грибок для штопки

Грибок для штопки — приспособление для штопки вязаных изделий: носков, чулок, перчаток. Изготавливается из дерева или пластика. Грибок должен иметь гладкую поверхность, без сучков и трещин. Деревянные грибки покрывают спиртовым лаком или нитролаком. Имеет форму гриба и состоит из двух деталей: шляпки и ножки. На шляпке диаметром 60—80 мм натягивается ремонтируемое изделие, что облегчает процесс. Грибки могут быть сплошными и разъёмными, с ввинчивающейся ножкой.
При неимении грибка для штопки хозяйки используют обычную лампочку или флакон из-под духов подходящей формы.